# Загурский, Витольд
Витольд Эдвард Загурский (пол. Witold Edward Zagórski, 25 сентября 1930, Варшава, Польша — 30 июня 2016, Гмунден, Австрия) — польский баскетболист и тренер, под руководством которого сборная ПНР становилась трехкратным призёром чемпионатов Европы в составе национальной сборной (1963, 1965 и 1967).

## Спортивная карьера
Начал свою профессиональную карьеру в 1950 году в составе варшавской «Полонии», где выступал до 1960 г. Становился чемпионом ПНР (1959) и двукратным серебряным призером национального первенства (1957, 1960). Сезон 1960/61 провел в составе варшавской «Легии», став победителем чемпионата страны, после чего в возрасте 31 года завершил свою карьеру.
В период с 1951 по 1956 г. сыграл 49 матчей за сборную Польши, дебютировав в чемпионате Европы в Будапеште (1955).

## Тренерская карьера
В 1961 г. был назначен главным тренером сборной Польши, которая под его руководством становилась серебряным (1963) и дважды — бронзовым (1965 и 1967) призером континентального первенства, что стало наибольшим успешном в ее истории. На чемпионате мира в Уругвае (1967) поляки стали пятыми, а на летних Олимпийских играх в Токио (1964) и в Мехико (1968) — шестыми. На Олимпиаде в Мюнхене сборная ПНР заняла лишь десятое место. В 1975 г., после того как поляки не смогли пройти отбор в олимпийский Монреаль (1976), ушел в отставку с поста главного тренера сборной.
Затем, получив согласие спортивных властей, начал работать тренером в Австрии. Проживая с конца 1970-х гг. в Австрии, и желая продлить договор и продолжить работу за границей, он получил австрийское гражданство, отказавшись от польского. С 1983 г. он постоянно жил в Гмундене.
В 1978—1980 г. возглавлял сборную Австрии, а в 1982—1984 гг. был главным тренером клуба «Сванс» (Гмуден). Затем продолжил тренерскую деятельность на различных уровнях, с 1992 г. возглавил баскетбольную команду на колясках Зальцбурга, которая трижды завоевывала титул чемпиона Австрии, а также неоднократно участвовала в европейских соревнованиях. Он также возглавлял австрийские команды в этой дисциплине.
В 2008 г. завершил тренерскую карьеру.